# Bossemptélé
Bossemptélé ist eine Stadt in der Präfektur Ouham-Pendé im Westen der Zentralafrikanischen Republik. Bossemptélé ist die Hauptstadt der gleichnamigen Unterpräfektur, die im Süden der Präfektur Ouham-Pendé liegt.

## Bevölkerung
Eine Schätzung von 2021 ging von 24.328 Einwohnern für die Unterpräfektur Bossemptélé aus, von denen 11.136 Einwohner in städtischen Ortschaften leben. Da Bossemptélé die einzige größere Ortschaft der Unterpräfektur ist, kann diese Zahl als Einwohnerzahl von Bossemptélé interpretiert werden.

## Lage und Verkehr
Bossemptélé liegt an einer strategisch wichtigen Stelle, an der sich zwei Nationalstraßen der Zentralafrikanischen Republik kreuzen. Die Nationalstraße 3 führt von der Grenze zu Kamerun im Westen über Bouar, Baoro und Bossemptélé nach Bossembélé, von wo über die Nationalstraße 1 die Hauptstadt Bangui erreicht wird. Die Nationalstraße 7, führt von Bossemptélé aus in Richtung Norden bis nach Bozoum. Der Zustand der Straße nach Bozoum ist so schlecht, dass die Fahrt von Bossemptélé nach Bozoum für die 85 Kilometer 4 bis 5 Stunden dauert. Obwohl seit mindestens 2020 eine Finanzierung für die Verbesserung der Straße existiert, haben bis 2024 keine Bauarbeiten stattgefunden.
Die Nachbarpräfekturen Ombella-Mpoko und Nana-Mambéré sind von Bossemptélé nicht weit entfernt. Nach Ombella-Mpoko sind es 10 Kilometer nach Süden, nach Nana-Mambéré sind es 20 Kilometer nach Westen.

## Einrichtungen
In Bossemptélé gibt es ein Krankenhaus und eine Kirche.

## Geschichte

### Bürgerkrieg
Der Bürgerkrieg in der Zentralafrikanischen Republik, der 2012 begann, erreichte auch Bossemptélé. Zeitweise war die Stadt unter der Kontrolle der muslimisch geprägten Séléka. Am 18. Januar 2014 griff die christlich-animistisch geprägte Anti-Balaka die Stadt an, vertrieb die in der Stadt verbliebenen Séleka-Kämpfer und ermordete 100 Muslime, darunter auch Frauen und alte Männer. Die Kämpfe führten zu der Vertreibung der muslimischen Bevölkerung Bossemptélés in Flüchtlingslager in Kamerun. Ihre Häuser wurden besetzt, was ihre Rückkehr und friedliche Wiedereingliederung verhindert.
Am 4. April 2023 wurde die Basis der mit der Armee der Zentralafrikanischen Republik verbündeten russischen bewaffneten Kräfte von Milizionären angegriffen. Bei den Kämpfen wurden drei Soldaten schwer verletzt. Die Bevölkerung beschuldigte die Coalition des patriotes pour le changement (CPC), eine 2020 aus verschiedenen bewaffneten Gruppen gegründete Koalition, für die Angriffe.